# Christian Sparre

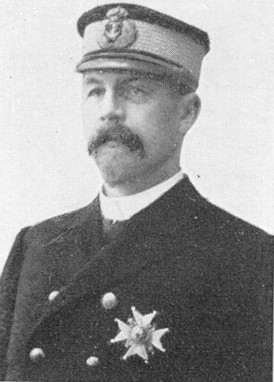
Christian Sparre.

Christian Herman Sparre, född den 30 juli 1859 i Høland, död den 30 november 1940 i Portland, USA, var en norsk sjömilitär, son till Ole Jacob Sparre.
Sparre blev officer 1881, chef för sjökrigsskolan 1899 och kommendörkapten 1900. Han var 3 november 1900-23 december 1901 medlem av Steens ministär och blev därefter kommenderande amiral. Mellan Sparre och amiralstabens chef Jacob Børresen utbröt i anledning av vissa tjänsteärenden, men med politisk bakgrund, en bitter tidningsfejd, som 1909 fick sin avslutning genom dom av en av stortinget tillsatt skiljedomstol. Sparre tog då 1910 avsked, och Børresen inträdde à la suite. Åren 1913-18 representerade Sparre Horten i stortinget (vänstern). Sistnämnda år lämnade han även aktiv tjänst i marinen. Han skrev ett och annat i marinfrågor och, under pseudonymen Fredrik Viller, några berättelser i Conan Doyles stil.